# 斯皮迪·克拉克斯顿
克雷格·"斯皮迪"·克拉克斯顿（英語：Craig "Speedy" Claxton，1978年5月8日—），美国NBA联盟职业篮球运动员。他在2000年的NBA选秀中第1轮第20顺位被费城76人选中。